# Kahweol
Kahweol, auch 1,2-Dehydrocafestol, ist eine chemische Verbindung aus der Gruppe der Diterpene, die natürlich in den Früchten der Kaffeepflanze vorkommt. Coffea-arabica-Sorten enthalten dabei etwa 3 g/kg in der Trockenmasse, Coffea-robusta-Bohnen teilweise nur Spuren, maximal 2 g/kg. Das Terpen liegt in den Früchten als Ester mit Fettsäuren vor, meist als Palmitat oder Behensäureester. Kahweol wird beim Rösten zusätzlich aus dem in höheren Mengen enthaltenen Cafestol gebildet, teils zersetzt, und findet sich ebenfalls im Kaffeeaufguss.

## Struktur und Eigenschaften

Die wichtigsten Tetracyclophytane

Die chemische Struktur des Kahweol kann als Derivat des Kauran, einem Tetracyclophytan, mit einem anellierten Furan-Ring beschrieben werden. Kahweol ist ein starkes Oxidationsmittel, das beim Erhitzen Kohlenstoffmonoxid und -dioxid abspalten kann. Es ist äußerst empfindlich gegen Säuren.

## Verwendung und biologische Wirkung

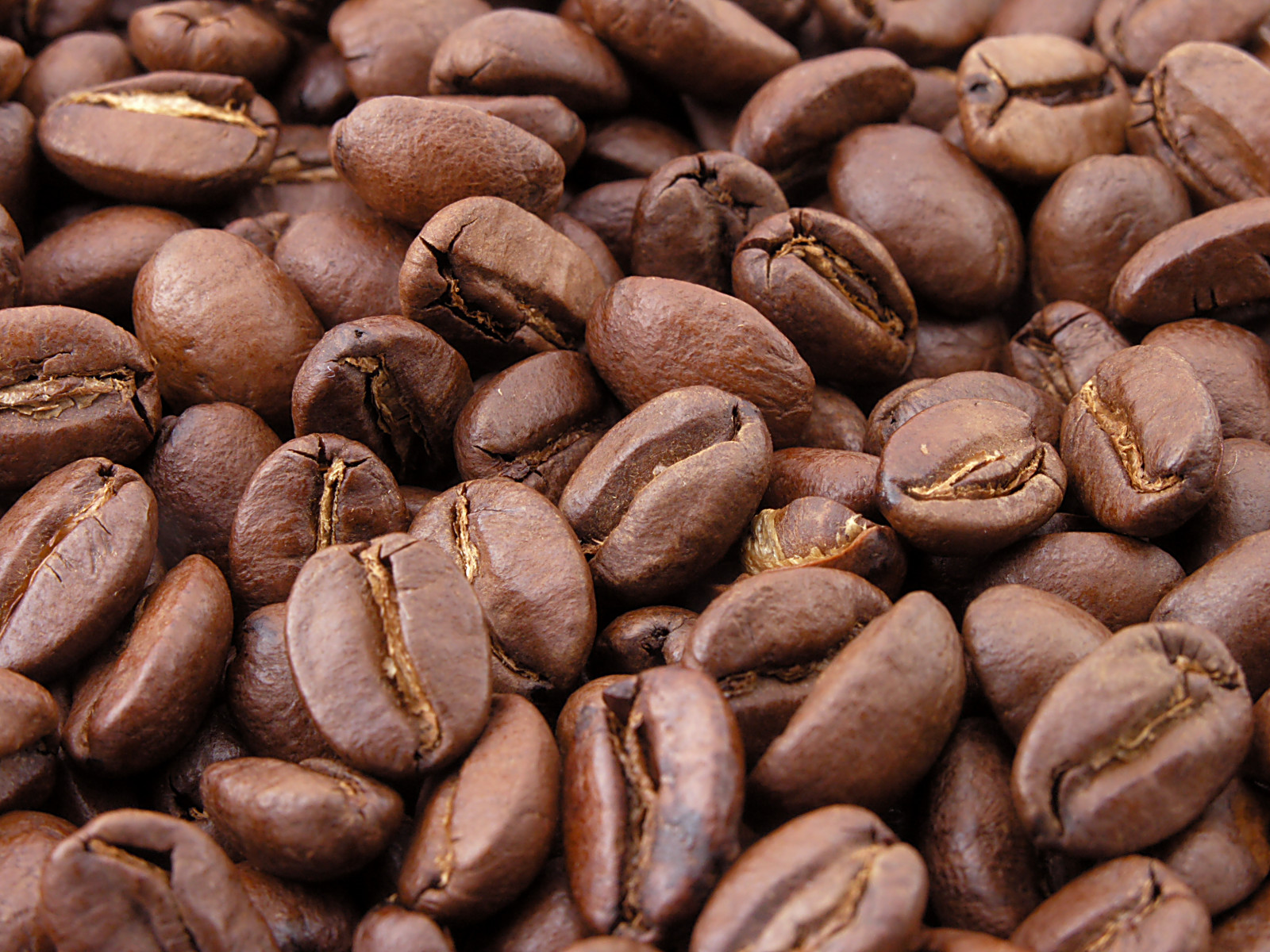
Kaffeebohnenöl wird sowohl aus ungerösteten wie gerösteten Kaffeebohnen gewonnen

Kaffeebohnenöl, das 15 % Kahweol und Cafestol enthält, wurde als Sonnenschutz eingesetzt. Beide Substanzen zeigten entzündungshemmende, antigenotoxische und antikarzinogene Eigenschaften; bei Ratten verhinderten sie die Bildung von Mammacarcinomen, beim Goldhamster wurden verschiedene Tumoren um bis zu 40 % inhibiert. Die Wirkung wird auf eine Aktivierung der Glutathion-S-Transferase zurückgeführt. Analog zum verwandten Cafestol hemmt Kahweol mit hoher Wahrscheinlichkeit ebenfalls die Enzyme Cholesterol-7-Hydroxylase sowie Sterol-27-Hydroxylase in den Hepatozyten, die für den Abbau von Cholesterin zu Gallensäuren erforderlich sind, und erhöht so indirekt den Cholesterinspiegel.